# Caen tennis de table club
 (avril 2015).
Si vous disposez d'ouvrages ou d'articles de référence ou si vous connaissez des sites web de qualité traitant du thème abordé ici, merci de compléter l'article en donnant les références utiles à sa vérifiabilité et en les liant à la section « Notes et références ».
Actualités
Le Caen TTC est un club de tennis de table français situé à Caen, évoluant dans la première division nationale : le Championnat de France de Pro A depuis 2019.

## Présentation du club
Le Caen TTC compte un groupe loisir pour adultes, une école de sport pour les jeunes dès 7 ans et organise des stages d'initiation. Le sport adapté fait également partie des missions du club calvadosien avec l'accueil de pongistes handicapés intellectuels. Enfin, les seniors sont les bienvenus : deux matinées par semaine, ils échangent quelques balles.
Les entraînements sont assurés par Xavier Renouvin, Frédéric Pille et Jimmy Devaux.

## Histoire

### Une ascension à grande vitesse
Créé le 24 avril 1991 par deux amoureux de la petite balle, le Caen TTC a élu domicile au centre sportif de la Haie-Vigné à Caen (Calvados). Partant du plus bas niveau possible, la départementale 2, l'équipe masculine atteint la Superdivision (actuel Pro A) dès 1998, avec des joueurs formés au club comme Éric Varin, champion de France junior en 1993.

### Premiers titres
Lors de sa première année dans l'élite, le club continue sur sa lancée et ne termine vice-champion de France derrière Levallois. Cette deuxième place lui offre une qualification pour la première édition de la Ligue des champions.
Pour sa seconde saison dans l'élite française, le club finit à nouveau vice-champion de France et remporte la première Ligue des champions. Emmené par le Sud-Coréen Kim Taek-soo (n°11 mondial), le Français Damien Eloi (n°23 mondial) et l'Allemand Peter Franz (n°36 mondial), le Caen TTC se hisse en finale de la Ligue des champions pour affronter le Borussia Düsseldorf du numéro un mondial Vladimir Samsonov. Le match aller se déroule au Zénith de Caen devant près de 5 000 spectateurs et voit les Allemands s'imposer 4 à 3. Lors du match retour, les Caennais s'imposent en Allemagne 4 à 3 mais, avec un plus grand nombre de sets gagnés sur l'ensemble de la finale, ils deviennent champions d'Europe, les premiers de l'histoire.
La saison suivante, le club engage Wang Liqin, jeune Chinois prometteur qui deviendra par la suite numéro un mondial, ainsi que Jörgen Persson, ancien numéro un mondial et quintuple champion du monde en simple et par équipe. Mais cette saison est celle des déceptions puisque le club finit dernier de sa poule en coupe d'Europe et échoue à la troisième place du championnat.

### Difficultés sportives
Après cet échec, le club perd petit à petit ses meilleurs joueurs et est en proie à des difficultés financières. Lors de la saison 2004-2005, la section féminine rejoint les hommes en Pro A avant que la section masculine soit relégué une année en Pro B et les dirigeants sont contraints de retirer l'équipe féminine, déjà sportivement reléguée. 
Sur la scène de l'ETTU Cup, les Bas-Normands échouent en quart de finale lors de leurs deux dernières années en Pro A. Relégués en 2009, les Caennais luttent et obtiennent le maintien l'année suivante dans le championnat de Pro B. En 2011, après 13 années passées dans les championnats professionnels (Superdivision, Pro A et B), le club est relégué en National 1. 

### Retour dans l'élite
Les pongistes réagissent enfin la saison suivante en Nationale 1 et remonte en Pro B avec le titre de vice-champion de France, battus par les voisins haut-normands du Grand-Quevilly. De retour en Pro B, les Caennais partent avec l'objectif du maintien. Seulement, dix journées plus tard, ils sont premiers de la poule et toujours invaincus ; la montée en Pro A est acquise lors de l'avant-dernière journée du championnat. Ils obtiennent au set-average particulier contre Villeneuve-sur-Lot leur deuxième titre de Champion de Pro B, sept ans après le premier pour deux manches d'avance.

## Palmarès
- Ligue des Champions de tennis de table (1) :
  - Vainqueur de la première édition en 1999
- ETTU Cup :
  - quart de finaliste en 2008 et 2009
- Championnat de France de 1re division :
  - vice-champion de superdivision en 1998 et 1999
  - troisième en 2000 et 2001
- Championnat de France de 2e division (3) :
  - Champion en 2006, 2013 et 2019

## Bilan par saison
| Saison      | Championnat   | Cl                       | Pts | J  | V  | N | D  | Pp | Pc | Diff | Coupe d'Europe                                       |
| ----------- | ------------- | ------------------------ | --- | -- | -- | - | -- | -- | -- | ---- | ---------------------------------------------------- |
| 2024-2025   | Pro B         | En cours                 | 22  | -  | -  | - | -  | -  | -  | -    |                                                      |
| 2023-2024   | Pro A         | 10e                      | 32  | 18 | 6  | - | 12 | 32 | 40 | -8   |                                                      |
| 2022-2023   | Pro A         | 8e                       | 34  | 18 | 7  | - | 11 | 34 | 42 | -8   |                                                      |
| 2021-2022   | Pro A         | 2e                       | 44  | 18 | 12 | - | 5  | 44 | 34 | +10  |                                                      |
| 2020-2021   | Pro A         | 5e                       | 37  | 18 | 9  | - | 9  | 37 | 32 | +5   |                                                      |
| 2019-2020   | Pro A         | 8e (Compétition arrêtée) | 22  | 13 | 4  | - | 9  | 22 | 30 | -8   |                                                      |
| 2018-2019   | Pro B         | Champion                 | 53  | 18 | 17 | - | 1  | 53 | 20 | +33  |                                                      |
| 2017-2018   | Pro B         | 6e                       | 33  | 18 | 8  | - | 10 | 33 | 37 | -4   |                                                      |
| 2016-2017   | Pro A         | 10e                      | 28  | 18 | 7  | - | 11 | 28 | 40 | -12  |                                                      |
| 2015-2016   | Pro A         | 8e                       | 30  | 18 | 2  | 8 | 8  | 39 | 59 | -20  |                                                      |
| 2014-2015   | Pro A         | 8e                       | 30  | 18 | 5  | 2 | 11 | 37 | 58 | -21  | Quart de finaliste de l'ETTU Cup                     |
| 2013-2014   | Pro A         | 7e                       | 30  | 18 | 4  | 4 | 10 | 35 | 57 | -22  | -                                                    |
| 2012-2013   | Pro B         | Champion                 | 45  | 18 | 11 | 5 | 2  | 61 | 39 | +22  | -                                                    |
| Nationale 1 |               |                          |     |    |    |   |    |    |    |      |                                                      |
| 2010-2011   | Pro B         | 9e                       | 21  | 16 | 0  | 5 | 11 | 24 | 59 | -35  | -                                                    |
| 2009-2010   | Pro B         | 8e                       | 33  | 18 | 4  | 7 | 7  | 44 | 52 | -8   | -                                                    |
| 2008-2009   | Pro A         | 10e                      | 27  | 18 | 2  | 5 | 11 | 36 | 63 | -27  | Quart de finaliste de l'ETTU Cup                     |
| 2007-2008   | Pro A         | 7e                       | 31  | 18 | 4  | 5 | 9  | 44 | 57 | -13  | Quart de finaliste de l'ETTU Cup                     |
| 2006-2007   | Pro A         | 5e                       | 36  | 18 | 6  | 6 | 6  | 49 | 49 | 0    | -                                                    |
| 2005-2006   | Pro B         | Champion                 | 47  | 18 | 12 | 5 | 1  | 65 | 33 | +32  | -                                                    |
| 2004-2005   | Pro A         | 8e                       | 26  | 18 | 2  | 4 | 12 | -  | -  | -    | -                                                    |
| 2003-2004   | Pro A         | 7e                       | 18  | 12 | 2  | 2 | 8  | 16 | 32 | -16  | 2e tour de la Coupe d'Europe Nancy-Evans             |
| 2002-2003   | Superdivision | 4e                       | 32  | 14 | 9  | - | 5  | -  | -  | -    | -                                                    |
| 2001-2002   | Superdivision | 5e                       | 30  | 14 | 8  | - | 6  | -  | -  | -    | Éliminé en phase de poules de la Ligue des Champions |
| 2000-2001   | Superdivision | 3e                       | 34  | 14 | 10 | - | 4  | -  | -  | -    | Éliminé en phase de poules de la Ligue des Champions |
| 1999-2000   | Superdivision | 3e                       | 34  | 14 | 10 | - | 4  | -  | -  | -    | Éliminé en phase de poules de la Ligue des Champions |
| 1998-1999   | Superdivision | Vice-champion            | -   | -  | -  | - | -  | -  | -  | -    | Vainqueur de la Ligue des Champions                  |
| 1997-1998   | Superdivision | Vice-champion            | -   | -  | -  | - | -  | -  | -  | -    |                                                      |

## Joueurs célèbres
- Jimmy Devaux
- Simon Perrot
- Éric Varin
- Peter Franz
- Wang Liqin
- Kim Taek-soo
- Damien Éloi
- Jörgen Persson
- Antoine Hachard
- Stéphane Ouaiche (arrivée pour la saison 2019/2020)